# Połączenie zgrzewane

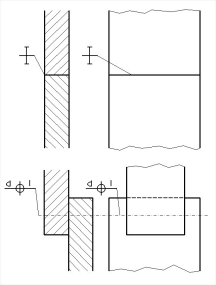
Oznaczanie połączeń zgrzewanych w rysunku technicznym maszynowym

Połączenia zgrzewane to połączenia metali i tworzyw sztucznych przez miejscowe dociskanie łączonych elementów przy jednoczesnym podgrzewaniu wystarczającym do doprowadzenia łączonych materiałów do stanu plastyczności (ciastowatości).
Stosowane metody zgrzewania:
- zgrzewanie elektryczne: doczołowe (zgrzewanie jednoczesne większej powierzchni), liniowe, doczołowe, garbowe i punktowe. Dwa arkusze blachy są ściskane przy jednoczesnym przyłożeniu napięcia w zgrzewanym obszarze, które powoduje miejscowe rozgrzanie materiału. Stosuje się w przemysłowych instalacjach montażowych.
- zgrzewanie gazowe: przy zastosowaniu palnika acetylenowego. Stosuje się przy zgrzewaniu elementów w nietypowych warunkach.
- zgrzewanie szamotowe: w którym elementy podgrzewane są w szamotowych formach przez ciekły żużel i następnie dociskane.

Innymi metodami zgrzewania są: zgrzewanie indukcyjne, tarciowe i dyfuzyjne.
Metoda takiego łączenia materiałów stosowana jest od wieków w zgrzewaniu kuziennym, kiedy to dwie blachy podgrzane w palenisku łączone są na kowadle serią uderzeń młota.
Obliczenia wytrzymałościowe połączeń zgrzewanych dokonuje się dla pełnego przekroju materiału w miejscu połączenia stosując współczynnik osłabienia zgrzeiny wynoszący X = 0,6 do 0,8 w zależności od zastosowanej technologii.